# Miramont-d’Astarac
Miramont-d’Astarac település Franciaországban, Gers megyében. Lakosainak száma 351 fő (2022. január 1.). Miramont-d’Astarac Idrac-Respaillès, Labéjan, Lamazère, Mirande, Mouchès és Saint-Jean-le-Comtal községekkel határos.

## Népesség
A település népességének változása:
| Lakosok száma | 265  | 253  | 314  | 361  | 360  | 353  | 347  | 345  | 347  | 351  |
|               | 1968 | 1982 | 1990 | 2006 | 2013 | 2015 | 2017 | 2019 | 2020 | 2022 |